# Карло Албан
Карло Албан (на испански: Carlo Alban; р. 3 октомври 1979 г.) е еквадорски актьор.
Известен е с ролята на Карло от сериала „Улица Сезам“ в периода 1993-1997 г. и в телевизионния филм „Елмо спасява Коледа“. Има епизодични роли в „Strangers with Candy“, „Thicker than Blood“ и „The Tavern“.
Албан получава малка роля в „21 грама“ (2003). Има няколко гост-участия в „Law and Order“, „The Jury“, „Touched by an Angel“, „Oz“, „Deadline“ и „Law and Order: Criminal Intent“.